# Gomphidius

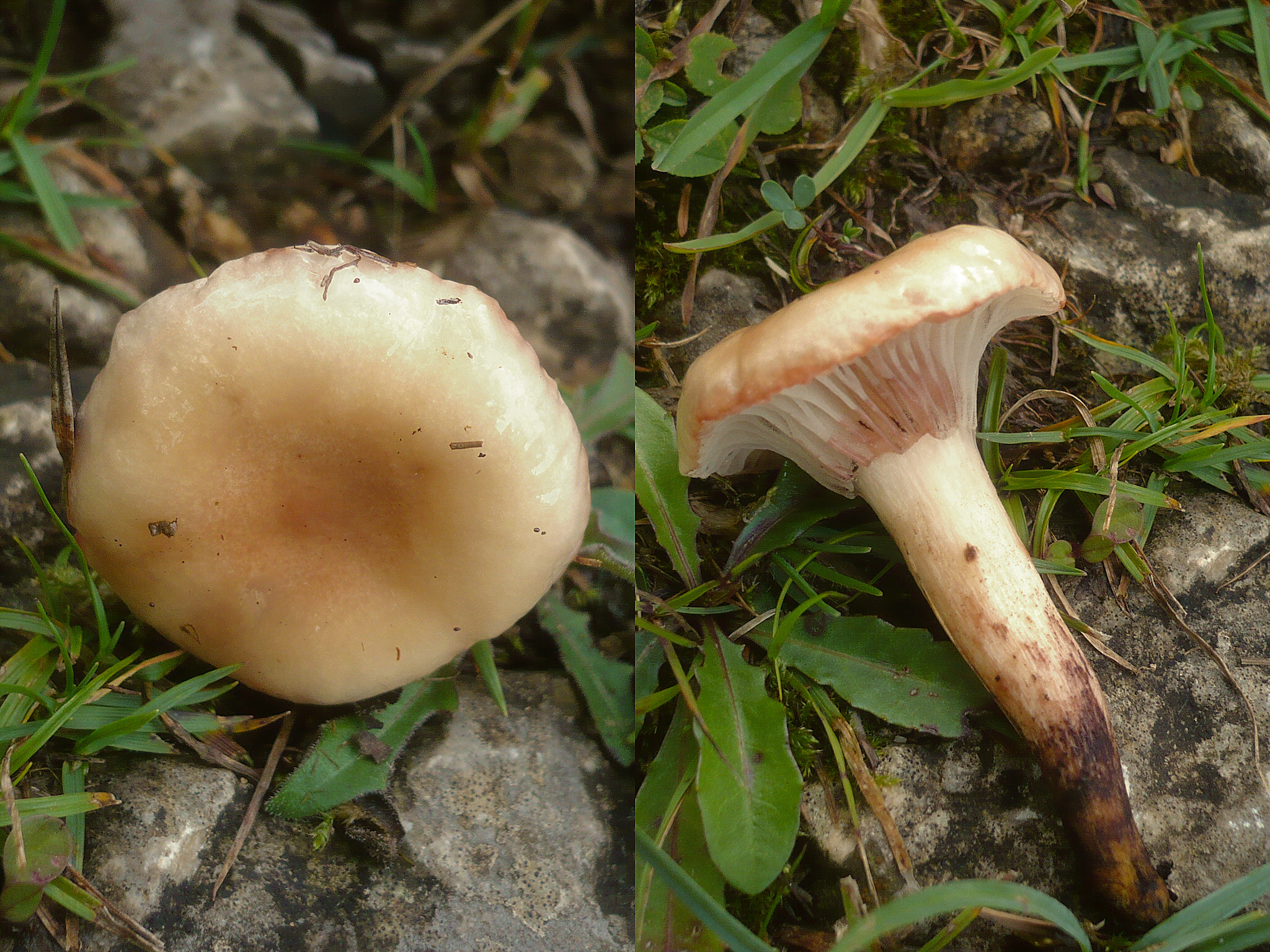
Klejówka plamista

Gomphidius Fr. (klejówka) – rodzaj grzybów z rodziny klejówkowatych.

## Charakterystyka
Grzyby mykoryzowe. Owocniki mięsiste. Kapelusze maziste, śluzowate lub rzadziej – suche. Blaszki w stanie dojrzałym ciemne, grubawe, szeroko ustawione, daleko zbiegające. Wysyp zarodników ciemnooliwkowobrązowy do czarnobrązowego. Zarodniki podłużnie wrzecionowate, gładkie, bez pory rostkowej, trama blaszek dwustronna (strzępki biegną łukowato od środka na zewnątrz). Charakterystyczną cechą jest występowanie osłony częściowej w postaci śluzowatej błonki.

## Systematyka i nazewnictwo
Pozycja w klasyfikacji według Index Fungorum: Gomphidiaceae, Boletales, Agaricomycetidae, Agaricomycetes, Agaricomycotina, Basidiomycota, Fungi.
Takson utworzył Elias Fries w 1836 r. Synonimy:
- Agaricus subgen. Gomphus Fr.
- Gomphus (Fr.) Weinm.
- Leucogomphidius Kotl. & Pouzar.

Nazwę polską podała Alina Skirgiełło w 1960 r. W polskim piśmiennictwie mykologicznym rodzaj ten opisywany był też pod nazwami: bedłka i czop.
Niektóre gatunki:
- Gomphidius alachuanus Murrill 1939
- Gomphidius borealis O.K. Mill., Aime & Peintner 2002
- Gomphidius flavipes Peck 1900
- Gomphidius glutinosus Schaeff. Fr. 1838 – klejówka świerkowa
- Gomphidius griseovinaceus Kalamees 1986
- Gomphidius largus O.K. Mill. 1971
- Gomphidius maculatus O.K. Mill. 1971 – klejówka plamista
- Gomphidius mediterraneus D. Antonini & M. Antonini 2002
- Gomphidius nigricans Peck 1897
- Gomphidius oregonensis Peck 1898
- Gomphidius pseudoflavipes O.K. Mill. & F.J. Camacho 2003
- Gomphidius pseudomaculatus O.K. Mill. 1971
- Gomphidius roseus (Fr.) Fr. 1838 – klejówka różowa
- Gomphidius septentrionalis Singer 1948
- Gomphidius smithii Singer 1948
- Gomphidius subroseus Kauffman 1925
- Gomphidius tyrrhenicus D. Antonini & M. Antonini 2004
- Gomphidius viscidus L. Fr. 1838

Wykaz gatunków i nazwy naukowe na podstawie Index Fungorum. Nazwy polskie według Władysława Wojewody.